# الإسلام في إسرائيل

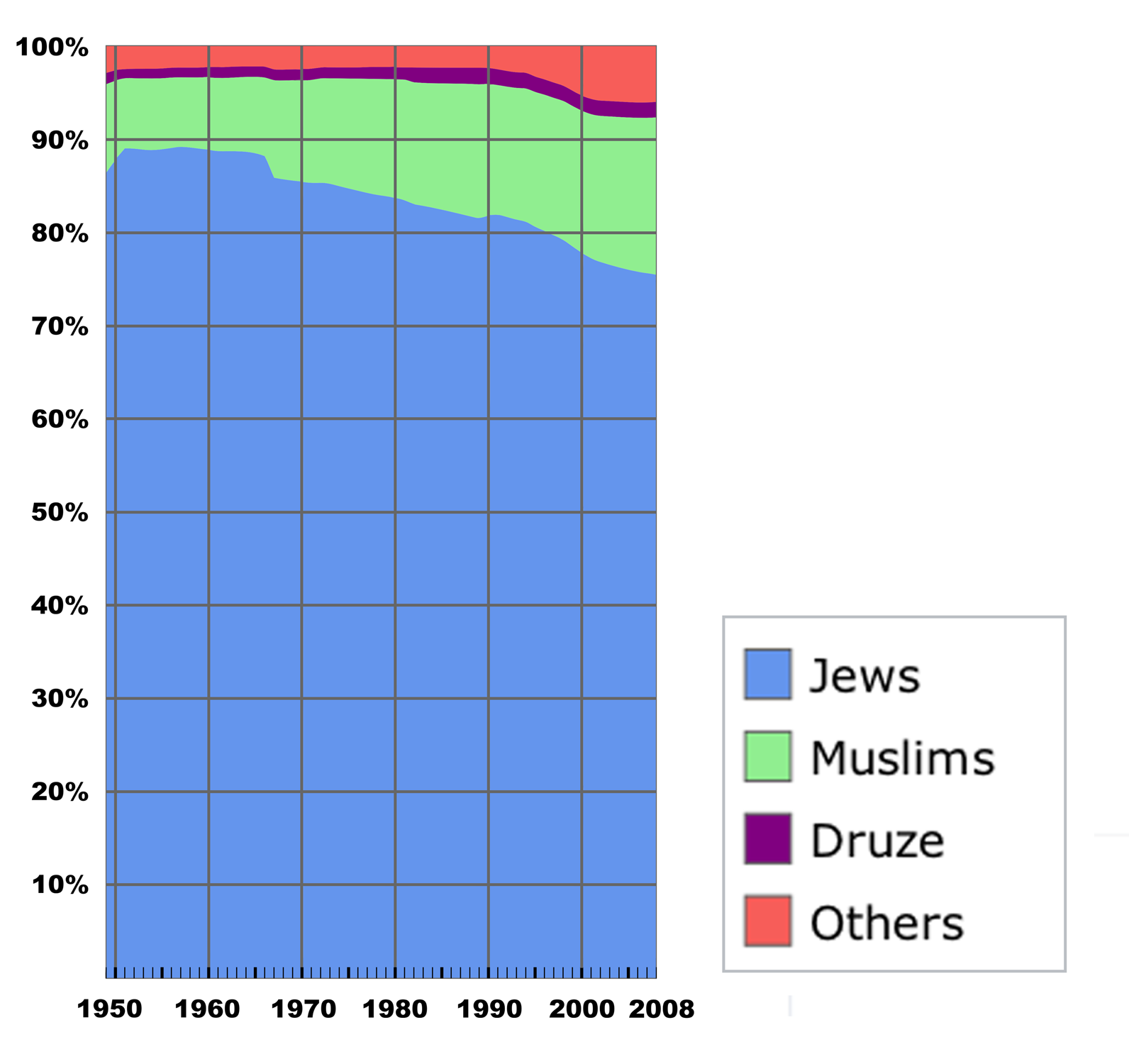
مخطط سكان إسرائيل، حسب الدين، من عام 1949 إلى عام 2008

الإسلام في إسرائيل هو ثاني أكبر الأديان، وفقاً لمعطيات معطيات دائرة الإحصاء المركزية الإسرائيلية في نهاية عام 2018، وصلت أعداد المسلمين في إسرائيل إلى حوالي 1.5 مليون نسمة أو 17.6% من مجمل السكان. كانت نسبة زيادة السكان المسلمين السنوية 2.3% هي النسبة الأعلى بين مواطني إسرائيل، يعود ذلك أساساً إلى ارتفاع معدل الخصوبة والشباب بالمقارنة مع الطوائف الأخرى. ويشكلون المسلمين بين 82% إلى 85% من مجمل المواطنين العرب في إسرائيل.
إثنياً معظم مسلمي البلاد من العرب، بالإضافة إلى جماعة عربيّة فرعيّة ملحوظة وهي البدو، إلى جانب أقلية صغيرة من المسلمين الشركس. أمّا مذهبياً فإن الأغلبيّة العظمى من مسلمي إسرائيل هم من أهل السنة والجماعة على المذهب الشافعي ويليه الحنفي، إلى جانب أقلية صغيرة من الشيعة خصوصاً من النازحين من أعضاء ميليشيا جيش لبنان الجنوبي السابق وعائلاتهم، والجماعة الأحمديّة والذين يتمركز أغلبهم في حي الكبابير في مدينة حيفا، ويعود تواجدهم في البلاد إلى عقد 1920، ويُقدر عددهم بحوالي 2,200 نسمة. ويتبع أهالي قرية الغجر اللبنانية الواقعة تحت السيطرة الإسرائيلية إلى الطائفة العلوية، وقدرت أعدادهم عام 2018 بحوالي 2,607 شخص.
في عام 2017 عاش 35.8% من المسلمون في إسرائيل في المنطقة الشمالية، وحوالي 21.8% في منطقة القدس، وحوالي 16.4% في المنطقة الجنوبية، وحوالي 13.8% في منطقة حيفا، وحوالي 11% في المنطقة الوسطى، وحوالي 1.1% في منطقة تل أبيب. وفي عام 2018 ضمت مدينة القدس على أكبر تجمع إسلامي في إسرائيل، تلاها كل من مدينة أم الفحم ومدينة الناصرة ومدينة الطيبة. وتعتبر منطقة المُثلث؛ وهي منطقة جُغرافيّة تقع داخل الحدود الشرقية للمنطقة الوسطى ومنطقة حيفا، منطقة ذات أغلبية مُسلمة سُنيّة. يعيش المسلمون في إسرائيل بشكل منفرد أو اختلاطًا بالمسيحيين والموحدين الدروز خصوصاً في المنطقة الشمالية وحيفا، مع وجود تجمعات إسلاميّة ملحوظة في المدن المختلطة رسمياً وذات الأغلبيّة اليهودية.
بإسثناء كل من المُسلمين البدو والشركس والذين يخدمون في الجيش الإسرائيلي، تتماهى الغالبيّة العظمى من المسلمين في إسرائيل مع التراث الثقافي واللغوي العربي والهوية الفلسطينية. وفقاً لعدد من الدرسات في حين أنّ المسلمين الذين يعيشون في إسرائيل، بشكل عام، أكثر تديناً من اليهود الإسرائيليين، إلا أنهم أقل تديناً من المسلمين الذين يعيشون في العديد من البلدان الأخرى في الشرق الأوسط.